# Poldermolen M
Poldermolen M is een in 1635 gebouwde poldermolen in de Nederlandse gemeente Alkmaar. De molen is later voorzien van een vijzel. Het is een rietgedekte achtkantige molen van het type grondzeiler met een Oudhollands wiekenkruis. De kap is voorzien van een kruiwerk met houten rollen, dat van binnen gekruid wordt. De molen is, zoals meer Noord-Hollandse poldermolens, een binnenkruier. Hij is voorzien van een vaste stutvang.
De molen bemaalde de voormalige afdeling M van de Schermer. Deze afdelingen bestaan niet meer. Toen de Schermer overging op elektrische bemaling zijn de diverse afdelingen bij elkaar gevoegd. De molen is feitelijk maalvaardig, alleen doordat de voorwaterloop ontbreekt kan het water de binnenboezem van de Schermer niet meer bereiken.
De molen, die niet te bezoeken is, is samen met de andere Schermer-molens eigendom van Stichting De Schermer Molens.
Bemaling:
Poldermolen D ·
Poldermolen E ·
Poldermolen K ·
Poldermolen M ·
Poldermolen O ·
Ondermolen C ·
Ondermolen D ·
Ondermolen K ·
Ondermolen O ·
Bovenmolen E ·
Bovenmolen G

Overig:
De Otter ·
Tjasker Zuidschermer ·
Schermer Molens Stichting